# ناو هواپیمابر ایتالیایی کاوور
class="infobox" style="width:25.5em;border-spacing:2px;"

| کاوور                               | |
| پیشینه                              | |
| مالک (ایتالیا)                      | |
| نام:                                | کاوور |
| نام‌گذاری:                           | کامیلو دی کاوور |
| سفارش ساخت:                         | ۲۲ نوامبر ۲۰۰۰ |
| سازنده:                             | فینکانتیری |
| آب‌اندازی:                           | ۱۷ ژوئیه ۲۰۰۱ |
| آغاز کار:                           | ۲۰ ژوئیه ۲۰۰۴ |
| اعزام:                              | ۲۷ مارس ۲۰۰۸ |
| ورود به خدمت:                       | ۱۰ ژوئن ۲۰۰۹ |
| بندر اصلی:                          | تارانتو |
| شناسایی:                            | Pennant number: ۵۵۰ |
| شعار:                               | In arduis servare mentem |
| وضعیت:                              | فعال |
| پی‌نوشت:                             | هزینه: ۱۳۹۰ میلیون یورو تا سال ۲۰۱۰ € (یورو) ۱٫۳۹۰ میلیون تا سال ۲۰۱۰ |
| مشخصات اصلی                         | |
| نوع:                                | ناو هواپیمابر |
| وزن:                                | - ۳۰٫۱۰۰ تن (۲۹٫۶۲۵ تن بزرگ) full load; - ۲۱٫۱۶۰ تن (۲۰٫۸۲۶ تن بزرگ) light |
| درازا:                              | - - ۲۴۴ متر (۸۰۰ فوت ۶ اینچ) LOA - - ۲۱۵٫۶ متر (۷۰۷ فوت) LPP |
| پهنا:                               | - - ۲۹٫۱ متر (۹۵ فوت ۶ اینچ) - - ۳۹ متر (۱۲۷ فوت ۱۱ اینچ) moulded breadth |
| آبخور:                              | ۸٫۷ متر (۲۸ فوت ۷ اینچ) |
| پیشرانه:                            | - - COGAG scheme - - ۲ شفت - - ۴ توربین گازی آویو\جنرال الکتریک جنرال الکتریک ال‌ام۲۵۰۰ providing ۸۸٫۰۰۰ کیلووات (۱۱۸٫۰۱۰ اسب بخار ترمز) - - ۶ دیزل ژنراتور وارتسیلا ۱۳٫۲۰۰ کیلووات (۱۷٫۷۰۱ اسب بخار ترمز) |
| سرعت:                               | +۲۹ گره (۵۴ کیلومتر بر ساعت؛ ۳۳ مایل بر ساعت) (Max sustained speed, 85% MCR) |
| برد:                                | ۷٬۰۰۰ مایل دریایی (۱۳٬۰۰۰ کیلومتر؛ ۸٬۱۰۰ مایل) at ۱۶ گره (۳۰ کیلومتر بر ساعت؛ ۱۸ مایل بر ساعت) |
| خدمه تکمیلی:                        | - - ۱٫۲۰۲ نفر شامل: - - ۵ افسر ارشد و وی‌آی‌پی - - ۴۸۶ نفر خدمه - - ۲۱۱ نفر کارکنان بخش پرواز - - ۱۴۰ نفر فرماندهی و کنترل - - ۳۶۰ نفر تفنگدار یا سرباز (با قابلیت افزایش ۹۰ نفر) |
| حسگرها و دستگاه‌های پردازشگر:        | - Selex RAN-40L 3D L-band long-range radar - - Selex ES EMPAR (SPY-790) multifunction radar - - Selex ES RAN-30X/I RASS (SPS-791) surface radar - - ۲ × SELEX ES RTN-25X Orion, fire direction radars - - PAR (Precision Approach Radar) Selex ES MM/SPN-720 - - PALS (Precision Approach and Landing System) Telephonics AN/SPN-41A - - 2 x GEM Elettronica MM/SPN-753(v)10 navigation radars - - Selex ES SIR-R/S شناسایی دوست یا دشمن system - - TACAN SRN-15 A - - WASS SNA-2000 Mine Avoidance Sonar (Leonardo Thesan) - - 2 x Selex ES IRST SASS (Silent Acquisition and Surveillance System) - - GEM Elettronica IRST EOSS-100 - - underwater telephone |
| تجهیزات الکترونیکی و جنگ الکترونیک: | - Elettronica Spa NETTUNO-4100 ECM System - - EW System (RESM/CESM, RECM) |
| جنگ‌افزار:                           | - ۴ × 8-cell A-43 Sylver launchers carrying the MBDA Aster ۱۵ موشک سطح‌به‌هوا - ۲ × اوتو ملارا اوتو ملارا ۷۶م‌م guns - ۳ × Oerlikon Contraves 25/80 mm پدافند هواییs - 2 x ODLS-H/ODLS اوتو ملارا decoy launching systems |
| هواپیماهای قابل حمل:                | - - عرشه پرواز: ۲۳۲٫۶۰ متر (۷۶۳ فوت ۱ اینچ) x ۳۴٫۵ متر (۱۱۳ فوت ۲ اینچ) - - (۲۰–۳۰ فروند) - ظرفیت آشیانه: - - ۱۳۴٫۲ متر (۴۴۰ فوت ۳ اینچ) x ۲۱٫۰ متر (۶۸ فوت ۱۱ اینچ) ۱۰ × لاکهید مارتین اف-۳۵ لایتنینگ ۲ یا - - ۸ × مک‌دانل داگلاس ای‌وی-۸بی هریر ۲ و - - ۱۲ × آگوستاوستلند ای‌دابلیو۱۰۱ |
| زیرنویس:                            | ۴ × قایق پیاده‌سازی نیرو |

کاوور (ایتالیایی: Portaerei Cavour) ناو هواپیمابر ایتالیایی است که در سال ۲۰۰۴ راه اندازی شده‌است. این ناو، ناو سرفرماندهی و متعلق به نیروی دریایی ایتالیا می‌باشد.

## طراحی

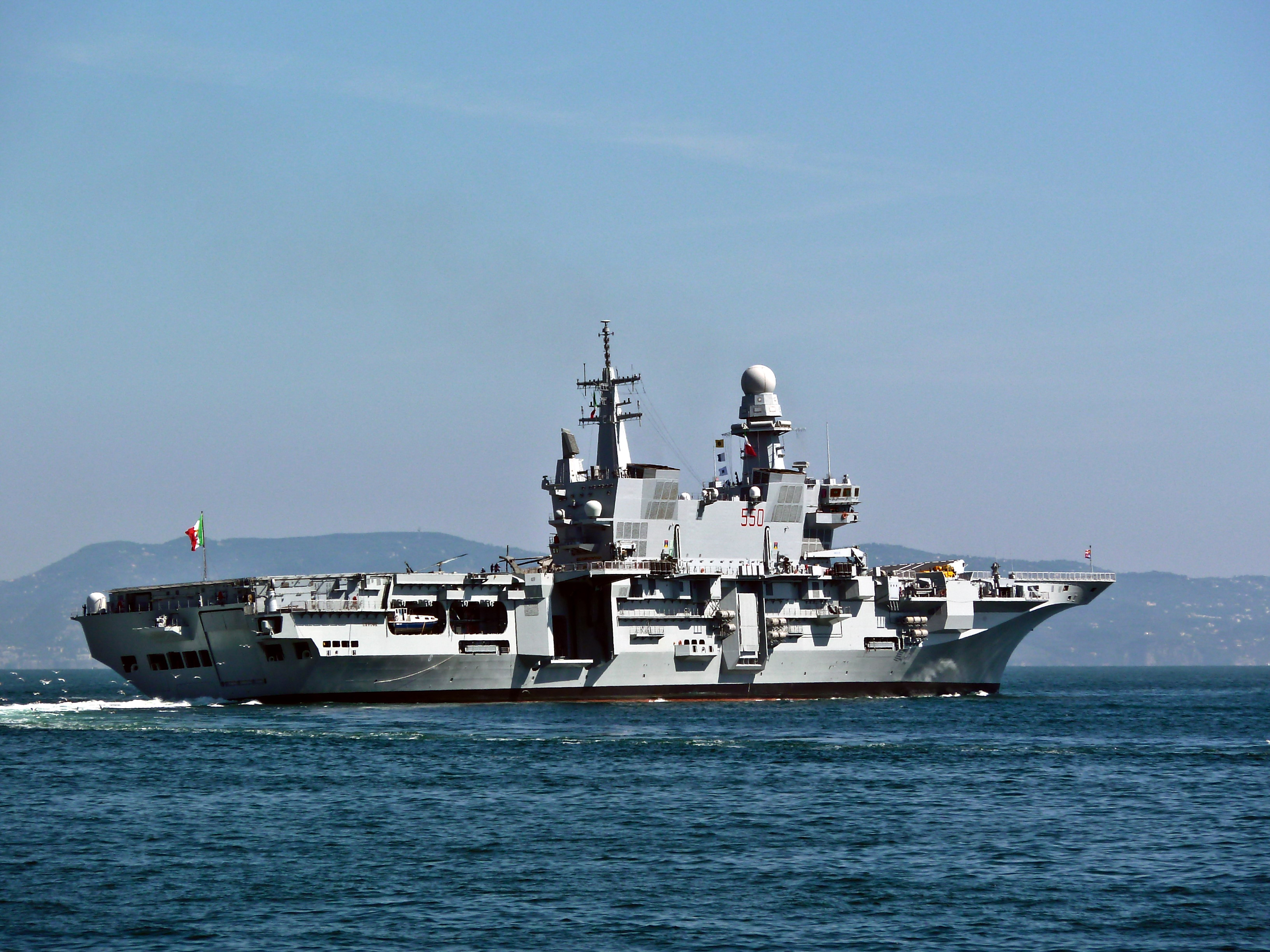
کاوور در حال مانور در خلیج ناپل.

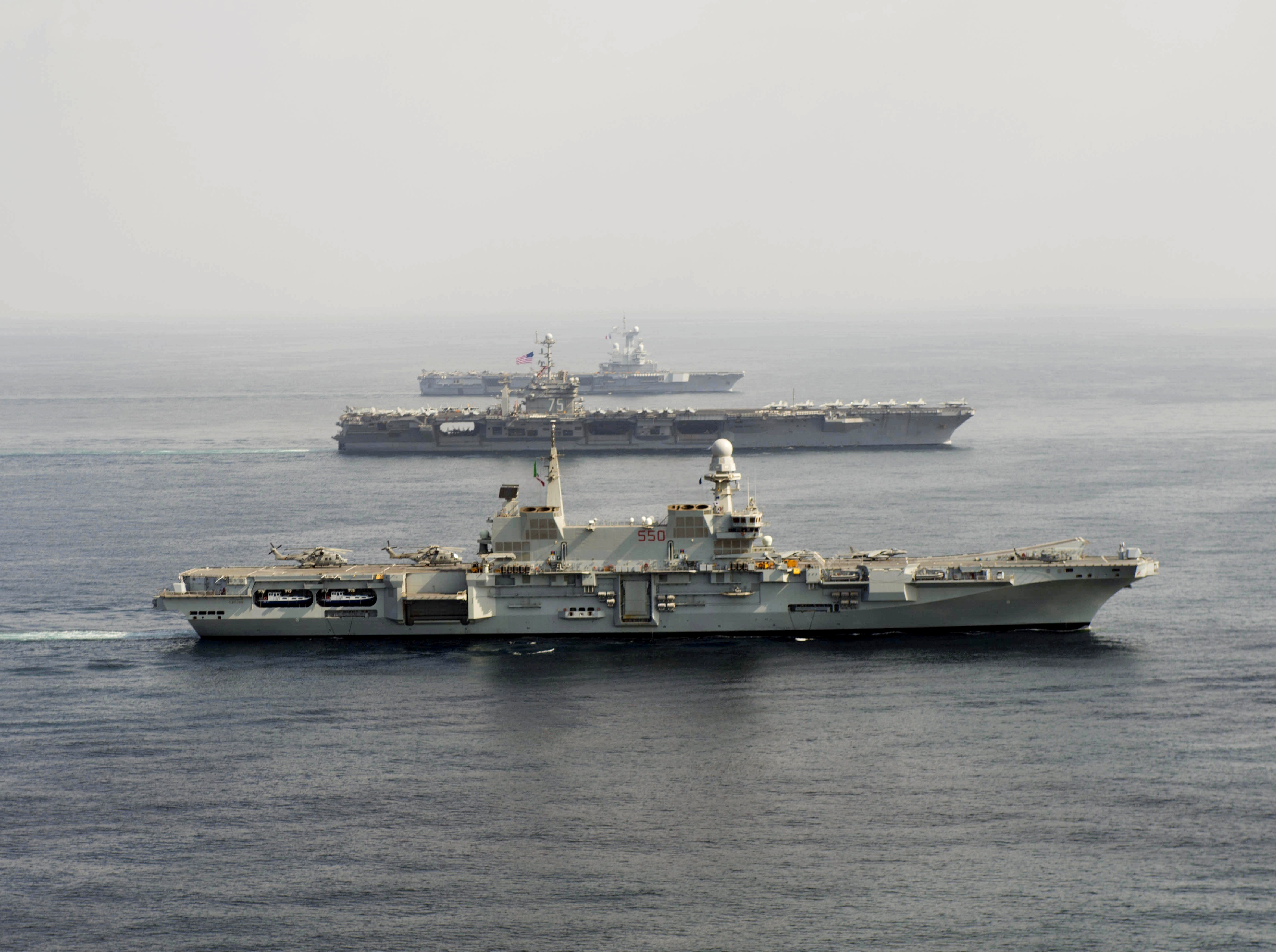
کاوور (پیش زمینه) عامل با یواس‌اس هری اس. ترومن (سی‌وی‌ان-۷۵) (وسط) و ناو هواپیمابر شارل دوگل (پس زمینه).

کاوور برای حمل هواپیماهای بال‌ثابت عمود پرواز (V/STOL) و بالگرد و نیز کنترل و فرماندهی عملیات، فرماندهی و کنترل عملیات ترابری نظامی یا غیرنظامی پرسنل و حمل وسایل نقلیه سنگین طراحی شده‌است.
نیروی دریایی ایتالیا در حال جایگزینی ۱۶ فروند هریر این ناو با ۱۵ فروند اف-۳۵ لایتنینگ ۲ تا سال ۲۰۲۴ است. کاوور، قادر به نگهداری ۱۰ اف-۳۵ در آشیانهٔ خود و همزمان شش اف- ۳۶ دیگر در عرشه خود است.

## تولید
طراحی کاوور در ژوئن ۲۰۰۱ توسط فینکانتیری انجام شد و کشتی‌سازی ریوا تریگوسو در سستری لوانته در ۲۰ ژوئیه ۲۰۰۴ ساخت آن را آغاز نمود. آزمایش‌های دریایی آن در دسامبر ۲۰۰۶ شروع شد و به‌طور رسمی در ۲۷ مارس ۲۰۰۸ بهره‌برداری از آن آغاز شد. بهره‌برداری کامل از تمام ظرفیت‌های عملیاتی (FOC) آن در ۱۰ ژوئن ۲۰۰۹ انجام شد.

## سابقه خدمت

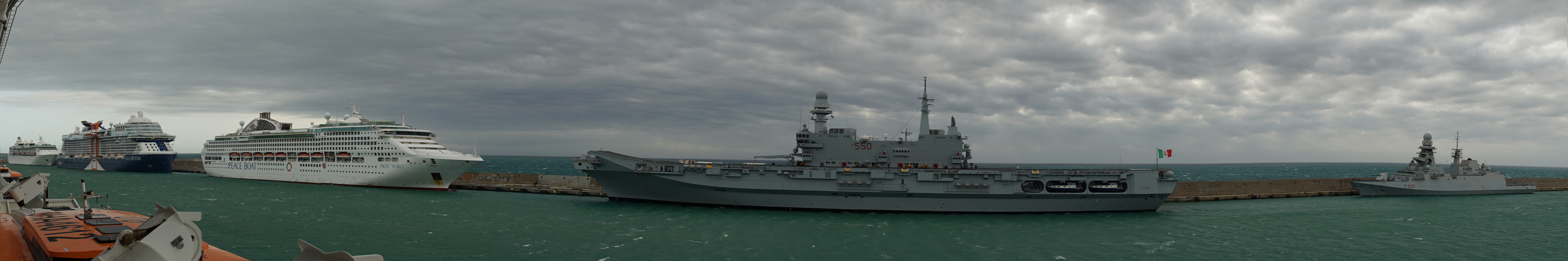
ناو هواپیمابر ایتالیایی Cavour به همراه ناوچه Carlo Bergamini و گروهی از کشتی‌های کروز در Civitavecchia (نزدیک رم)

در ۱۹ ژانویه ۲۰۱۰، کاوور به عنوان بخشی از عملیات نجات ایتالیا موسوم به عملیات لک‌لک سفید به هائیتی اعزام شد تا در عملیات نجات زلزله ۲۰۱۰ هائیتی مشارکت کند. این نخستین مأموریت این ناو هواپیمابر بود که تلاش‌های بین‌المللی برای ارائه کمک برای قربانیان زمین‌لرزه ۲۰۱۰ هائیتی را به انجام رسانید.